# Ångström (cràter)
Ångström és un petit cràter d'impacte lunar situat a la frontera entre l'Oceanus Procellarum a l'oest i el Mare Imbrium a l'est. Al sud es troba una formació de muntanyes que s'eleven fora del mar lunar, denominades Montes Harbinger. A l'est es troben les Dorsum Bucher i Argand. El cràter té forma de bol, amb una vora circular i parets interiors que s'inclinen cap a la petita plataforma central. Té una albedo més alta que el mar de basalt que l'envolta.
El cràter Ångström porta el nom del físic suec Anders Jonas Ångström, un dels fundadors de la ciència de l'espectroscòpia.
|  |  |

## Cràters satèl·lit
Per la convenció aquestes característiques són identificades en mapes lunars posant la lletra en el costat del punt mitjà del cràter que està més a prop de l'Ångström.
|          | \| Ångström \| Coordenades \| Diàmetre \| \| -------- \| ------------------------------------ \| -------- \| \| A \| 30° 54′ N, 41° 06′ O / 30.9°N,41.1°O \| 6 km \| \| B \| 31° 42′ N, 44° 06′ O / 31.7°N,44.1°O \| 6 km \| |          |
| Ångström | Coordenades | Diàmetre |
| A        | 30° 54′ N, 41° 06′ O / 30.9°N,41.1°O | 6 km     |
| B        | 31° 42′ N, 44° 06′ O / 31.7°N,44.1°O | 6 km     |